# Anna Punsoda
Anna Punsoda i Ricart (Concabella, 1985) es una periodista y  traductora española. 

## Trayectoria
Se licenció en periodismo por la Universidad Ramon Llull y en filosofía por la Universidad de Barcelona. Posteriormente, estudió un máster de Pensamiento y Estudios Clásicos en la misma universidad donde presentó su tesina sobre el pensamiento social y político de Joan Maragall.
Especializada en periodismo cultural, trabaja en diversas organizaciones como la Fundació Catalunya Oberta (FCO) y en medios escritos como El País, Ara o Nació Digital, y emisoras como Catalunya Ràdio, RAC1 o La Mira. En 2017, impulsó La Llança, el suplemento cultural de El Nacional. 
En 2018, publicó su primera novela titulada Els llits dels altres (en castellano, Las camas de los demás) con la que ganó el premio Roc Boronat. Es una obra que trata sobre una mujer que recuerda los episodios que más han marcado su vida. Dos años más tarde, en 2020, publicó La lujuria, que es su primer ensayo.
Desde 2020, Punsoda edita la revista Dialogal, tarea que compagina con la docencia y la traducción.

## Reconocimientos
En 2018, Punsoda ganó el premio Roc Boronat, que concede la Organización Nacional de Ciegos Españoles (ONCE), con su primera novela, titulada Els llits dels altres (Las camas ajenas).

## Obra
- 2013: Llum als ulls i força al braç. Antología de textos de Joan Maragall. La Magrana.
- 2018: Els llits dels altres. Novela. Editorial Amsterdam. ISBN 978-84-16743-78-0.[6]
- 2020: La lujuria. Ensayo. Fragmenta Editorial. ISBN 978-84-17796-27-3.

### Traducciones
- 2016: Der Tag, an dem ich fliegen lernte. Stefanie Kremser (2014). Traducida al catalán como El dia que vaig aprendre a volar. Edicions de 1984.
- 2018: Briefe an einen jungen Dichter. Rainer Maria Rilke. Traducida al catalán como Cartes a un jove poeta. Ediciones de la Ela Geminada.
- 2018: Meinen Wir denselben Gott. Raimon Panikkar. Traducida al catalán como ¿Parlem del mateix Déu?: Un diàleg. Fragmenta Editorial.
- 2019: Kleine Erzählungen. Franz Kafka. Traducida al catalán como Petites faules. Comanegra.
- 2020: Das Dritte Reich des Traums. Charlotte Beradt. Traducida al catalán como El Tercer Reich dels somnis. Ara Llibres.
- 2020: In der Strafkolonie. Franz Kafka. Traducida al catalán como A la colònia penitenciària. Ediciones de la Ela Geminada.
- 2022: Die Erotik. Lou Andreas-Salomé. Traducida al catalán como L'erotisme. Ediciones de la Ela Geminada.